# Povrly
Povrly – gmina w Czechach, w powiecie Uście nad Łabą, w kraju usteckim. Według danych z dnia 1 stycznia 2014 liczyła 2 236 mieszkańców.
W miejscowości jest stacja kolejowa Povrly.